# Helictopleurus cambeforti
Helictopleurus cambeforti là một loài bọ cánh cứng trong họ Bọ hung (Scarabaeidae).